# Abdijhoeve 't Hooghof

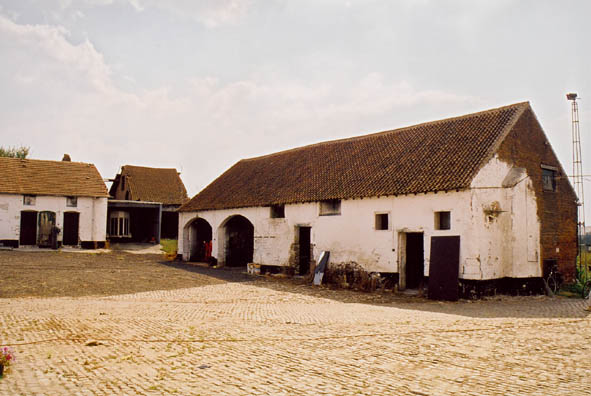
Het Hooghof in 2005

Het Hooghof is een gesloten hoeve gelegen in de Vlaamse deelgemeente Zellik. Het is een voormalige abdijhoeve van de Abdij van Affligem. De ligging op een steile hoogte waardoor dit monumentale hof de hele omgeving domineert, ligt aan de oorsprong van de naam. De hoeve is sinds 1983 beschermd. In 2009 werd de hoeve aangeduid als vastgesteld bouwkundig erfgoed.

## Geschiedenis
De geschiedenis van het Hooghof gaat terug tot het jaar 1107 toen Rudolf van Dongelberg de gronden aan de Abdij van Affligem schonk. Da abdij bouwde er het Hof van Zellik, dat als uithof diende, uitgebaat door de monniken en lekenbroeders.
In de eerste helft van de 15e eeuw werd het Hooghof een pachthof. Eerst in de vorm van tiendenpacht, later werd dit termijnpacht, waarbij huur betaald werd in ruil voor gebruik van het domein.
In de 17e eeuw werden de gronden van het domein opgesplitst over drie hoeves.
In 1794 werd het pachthof verwoest door de Franse Revolutie. De Franse bezetter verkocht het domein van zo'n 110 hectaren groot aan de hoogste bieder. Sindsdien was ze tot 2013 eigendom van verschillende particulieren, waaronder de familie Verheyden.
In 2020 kocht Johan Dewin van de Zellik Riding Club de hoeve en een deel van de gronden met als doel de hoeve te verbouwen tot een Bed and Breakfast met jeugdverblijf en paardenfokkerij. De Vlaamse Landmaatschappij (VLM), het Agentschap Natuur en Bos en een landbouwer kochten de overige gronden. De VLM richtte de ruime omgeving van de hoeve in via landinrichting.  Ook de gemeente Asse nam enkele gronden over.